# Héliodore d'Altino
Pour les articles homonymes, voir Héliodore et Altino (homonymie).
Héliodore d'Altino ou Héliodore d'Altinum (IVe siècle) est un saint chrétien fêté le 3 juillet par les églises catholique et orthodoxe.

## Histoire et tradition
Né en Dalmatie, il fut l'élève de l'évêque Valérien d'Aquilée et le compagnon de saint Chromace. Grand admirateur de saint Jérôme, il le suivit en Palestine.
Il revint ensuite et devint évêque d'Altino d'où il combattit avec ardeur l'arianisme.
Saint Jérôme l'a évoqué à plusieurs reprises dans ses écrits :

« Les secours que notre frère Héliodore a reçus de vous seraient seuls capables de délier la langue même des muets. Avec quels éloges et quelle reconnaissance ne m'a-t-il pas fait le récit des services que vous lui avez rendus dans son voyage ?
Notre frère Héliodore était ici dans le temps que j'étais malade ; il était venu dans le dessein de demeurer avec moi dans le désert… »

## Sources
- Vie des Saints pour tous les jours de l'année - Abbé L. Jaud - Éditions Mame - Tours - 1950.
- Dictionnaire hagiographique - Abbé Pétin - 1850 - lire en ligne sur Gallica